# Arbeitnehmeranteil
Der Arbeitnehmeranteil an der Sozialversicherung ist der Teil des Sozialversicherungsbeitrages, der vom Bruttoentgelt des Arbeitnehmers abgezogen wird, und setzt sich aus den Beiträgen zu Krankenversicherung, Pflegeversicherung, Rentenversicherung und zur Arbeitslosenversicherung zusammen. Der gesamte Beitrag zur Sozialversicherung wurde in Westdeutschland je zur Hälfte vom Arbeitgeber (Arbeitgeberanteil) und vom Arbeitnehmer getragen. Mehrere Reformen haben dieses Verhältnis inzwischen verschoben, so wurden z. B. die Arbeitgeber bei der Einführung der Pflegeversicherung für ihren Anteil an der Pflegeversicherung entschädigt, indem ein gesetzlicher Feiertag gestrichen wurde. Der Arbeitgeberanteil an der Pflegeversicherung ist kleiner als der Arbeitnehmeranteil, der Anteil des Arbeitgebers zur Krankenversicherung ist kleiner als der des Arbeitnehmers und seit dem 1. Januar 2011 auf 7,3 % vom Bruttolohn festgelegt, d. h., Kostensteigerungen im Gesundheitswesen tragen einseitig die Arbeitnehmer.  Gegenwärtig (Sept. 2011) beträgt der Anteil eines kinderlosen Arbeitnehmers an der Sozialversicherung etwa 52,5 %, der Arbeitgeberanteil etwa 47,5 % (ohne Berücksichtigung des gestrichenen Feiertages, der seinerseits umgerechnet etwa 0,45 %-Punkte ausmacht). Davon ausgenommen sind Midijobs, also Arbeitnehmertätigkeiten mit einem Bruttolohn zwischen 556,01 bis 2000 Euro – in Midijobs ist der Arbeitnehmeranteil ermäßigt, jedoch nicht der Arbeitgeberbeitrag.

## Diskussion
Allerdings muss der Arbeitnehmer mit seiner Produktivität beide Anteile erwirtschaften, um für das Unternehmen rentabel zu sein (siehe zu diesem Sachverhalt Arbeitgeberbeitrag). Daher wird teilweise ausgeführt, die Aufteilung in Arbeitgeber- und Arbeitnehmeranteil verschleiere die tatsächliche Belastung. Der Arbeitgeberanteil am Sozialversicherungsbeitrag sei lediglich dem Arbeitnehmer vom Staat vorenthaltener Lohn. Die Traglast für den gesamten Beitrag würde lediglich beim Arbeitnehmer liegen. Müsste der Arbeitgeber keine eigenen Beiträge abführen, so könnte er höhere Löhne und Gehälter zahlen.